# 강인문
강인문(姜引文)은 고려시대의 문신이다.
고려 원종 때 음서로 천거된 후 고려 충렬왕 치세 시절 문과급제하여 전중성내급사가 되었다. 1281년 元원수 흔도, 高麗원수 김방경의 2차 일본원정 때 7년 전 부친 강계용을 따라 일본에 갔던 관계로 통신사 서장관에 천거되어 수행하였다. 원정군은 이키, 쓰시마를 치고 다자이후까지 진격하였으나 불행히도 음력 7월 대폭풍로 인하여 양국 10만병사를 잃고 패하였음에 돌아와 다시는 벼슬을 하지 않고 자손들에게도 벼슬을 하지 말라고 훈계하였다고 한다.